# ヴィクトル・ジュカノヴィチ
ヴィクトル・ジュカノヴィチ（Viktor Đukanović, 2004年1月29日 - ）は、モンテネグロのプロサッカー選手。モンテネグロ代表。FC DAC 1904ドゥナイスカー・ストレダ所属。ポジションはフォワード。

## 経歴

### クラブ
スティエスカ・ニクシッチの下部組織でキャリアをスタートさせ、2019年にブドゥチノスト・ポドゴリツァへと移った。2020年11月29日、ルダル・プリェヴリャ戦に途中出場し、15歳にしてトップチームデビュー。この試合で初ゴールも記録した。デビューシーズン、公式戦23試合に出場し3ゴールを挙げ、プルヴァ・ツルノゴルスカ・フドバルスカ・リーガとツルノゴルスキ・フドバルスキ・クプのタイトル獲得に貢献した。
2021-22シーズンはレギュラーに定着し、リーグ戦31試合に出場（うち21試合で先発）、9ゴールを挙げた。UEFAチャンピオンズリーグ予選で国際大会デビューも果たしたが、HJKヘルシンキを相手に大敗した。
2022-23シーズン、UEFAヨーロッパカンファレンスリーグのラピとの2ndレグでは2ゴールを挙げた。2022年12月26日、には、プルヴァ・ツルノゴルスカ・フドバルスカ・リーガの年間最優秀若手選手に選出された。また年間最優秀選手でも、ノヴィツァ・エラコヴィッチ（スティエスカ・ニクシッチ）、ドラシュコ・ボジョヴィッチ（デチッチ）に次ぐ3位となった。
2023年1月6日、5年契約でスウェーデンのハンマルビーに移籍。移籍金は100万ユーロほど（出来高を含む）と報じられている。2023年4月2日、シーズン開幕戦のデーゲルフォルシュ戦でスウェーデンでの公式戦デビューを果たすと、後半に初ゴールも記録した。国外で迎えた初のシーズン、リーグ戦25試合に出場し11ゴールを記録。クラブは7位と振るわなかったが、アルスヴェンスカンで2桁得点を挙げた10代の選手としては、2016シーズンのアレクサンデル・イサク（当時、AIKソルナ）以来となった。

### 代表
2020年10月6日、ボスニア・ヘルツェゴビナとの親善試合でU-17代表デビュー。翌年にはU-19代表に昇格3試合に出場すると、すぐにU-21代表からも召集され、UEFA U-21欧州選手権予選で2ゴールを挙げた。
2022年6月14日、UEFAネイションズリーグのルーマニア戦で試合終了間際に途中出場し、A代表初出場。

## 個人成績

### クラブ
| 国内大会個人成績 | 国内大会個人成績         | 国内大会個人成績 | 国内大会個人成績   | 国内大会個人成績 | 国内大会個人成績 | 国内大会個人成績 | 国内大会個人成績 | 国内大会個人成績 | 国内大会個人成績 | 国内大会個人成績 | 国内大会個人成績 |
| 年度             | クラブ                   | 背番号           | リーグ             | リーグ戦         | リーグ戦         | リーグ杯         | リーグ杯         | オープン杯       | オープン杯       | 期間通算         | 期間通算         |
| 年度             | クラブ                   | 背番号           | リーグ             | 出場             | 得点             | 出場             | 得点             | 出場             | 得点             | 出場             | 得点             |
| モンテネグロ     | モンテネグロ             | モンテネグロ     | モンテネグロ       | リーグ戦         | リーグ戦         | リーグ杯         | リーグ杯         | ツルノゴルスキ杯 | ツルノゴルスキ杯 | 期間通算         | 期間通算         |
| ---------------- | ------------------------ | ---------------- | ------------------ | ---------------- | ---------------- | ---------------- | ---------------- | ---------------- | ---------------- | ---------------- | ---------------- |
| 2020-21          | ブドゥチノスト           | 34               | プルヴァ           | 20               | 2                | -                | -                | 3                | 1                | 23               | 3                |
| 2021-22          | ブドゥチノスト           | 34               | プルヴァ           | 31               | 9                | -                | -                | 4                | 4                | 35               | 13               |
| 2022-23          | ブドゥチノスト           | 34               | プルヴァ           | 17               | 1                | -                | -                | 0                | 0                | 17               | 1                |
| スウェーデン     | スウェーデン             | スウェーデン     | スウェーデン       | リーグ戦         | リーグ戦         | リーグ杯         | リーグ杯         | オープン杯       | オープン杯       | 期間通算         | 期間通算         |
| 2023             | ハンマルビー             | 7                | アルスヴェンスカン | 25               | 11               | 5                | 1                | -                | -                | 30               | 12               |
| 2024             | ハンマルビー             | 7                | アルスヴェンスカン | 12               | 2                | 3                | 0                | -                | -                | 15               | 2                |
| ベルギー         | ベルギー                 | ベルギー         | ベルギー           | リーグ戦         | リーグ戦         | リーグ杯         | リーグ杯         | ベルギー杯       | ベルギー杯       | 期間通算         | 期間通算         |
| 2024-25          | スタンダール・リエージュ | 10               | ファーストA        | 4                | 0                | -                | -                | 1                | 0                | 5                | 0                |
| スロバキア       | スロバキア               | スロバキア       | スロバキア         | リーグ戦         | リーグ戦         | リーグ杯         | リーグ杯         | オープン杯       | オープン杯       | 期間通算         | 期間通算         |
| 2024-25          | ドゥナイスカー・ストレダ | 7                | フォルトゥナ       |                  |                  | -                | -                |                  |                  |                  |                  |
| 通算             | モンテネグロ             | モンテネグロ     | プルヴァ           | 68               | 12               | -                | -                | 7                | 5                | 75               | 17               |
| 通算             | スウェーデン             | スウェーデン     | アルスヴェンスカン | 37               | 13               | 8                | 1                | -                | -                | 45               | 14               |
| 通算             | ベルギー                 | ベルギー         | ファーストA        | 4                | 0                | -                | -                | 1                | 0                | 5                | 0                |
| 通算             | スロバキア               | スロバキア       | フォルトゥナ       |                  |                  | -                | -                |                  |                  |                  |                  |
| 総通算           | 総通算                   | 総通算           | 総通算             | 109              | 25               | 8                | 1                | 8                | 5                | 125              | 31               |

### 代表
| モンテネグロ代表 | 国際Aマッチ | 国際Aマッチ |
| 年               | 出場        | 得点        |
| ---------------- | ----------- | ----------- |
| 2022             | 1           | 0           |
| 2023             | 2           | 0           |
| 2024             | 1           | 0           |
| 通算             | 4           | 0           |

## タイトル

### クラブ
- プルヴァ・ツルノゴルスカ・フドバルスカ・リーガ（2020-21）
- ツルノゴルスキ・フドバルスキ・クプ（2020-21, 2021-22）